# Sandtärna
Sandtärna (Gelochelidon nilotica) är en tärna som numera förs till släktet Gelochelidon. För att vara en tärna är den ganska otypisk med måslik näbb och breda vingar men som födosöker i habitat likt arterna i släktet Chlidonias. Sandtärnan har en vid utbredning och förekommer på alla kontinenter utom Antarktis och Australien. Australisk sandtärna (G. microtarsa) inkluderades tidigare i sandtärnan, men urskiljs allt oftare som egen art.

## Utseende och läte
Sandtärnan är en ganska stor och kraftfull tärna i samma storlek och med ett liknande utseende som kentsk tärna, men sandtärnans korta kraftiga trutliknande näbb (varefter den fått sitt engelska namn Gull-billed Tern), breda vingar, långa ben och kompakta kropp är distinkta. Adult i sommardräkt har grå ovansida, vit undersida, svart hätta, svart näbb och svarta ben. Lätet är ett karaktäristiskt ker-wik.
Adult i vinterdräkt saknar den svarta hättan, istället har den en svart ögonmask likt kärrtärnan. Juvenilen har en blekare ögonmask men påminner annars om adult i vinterdräkt. Den kan förväxlas med juvenil kentsk tärna men den senare har kortare och klenare näbb. De olika underarterna går att särskilja i fält, genom storleksskillnader och mindre skillnader i fjäderdräkten.

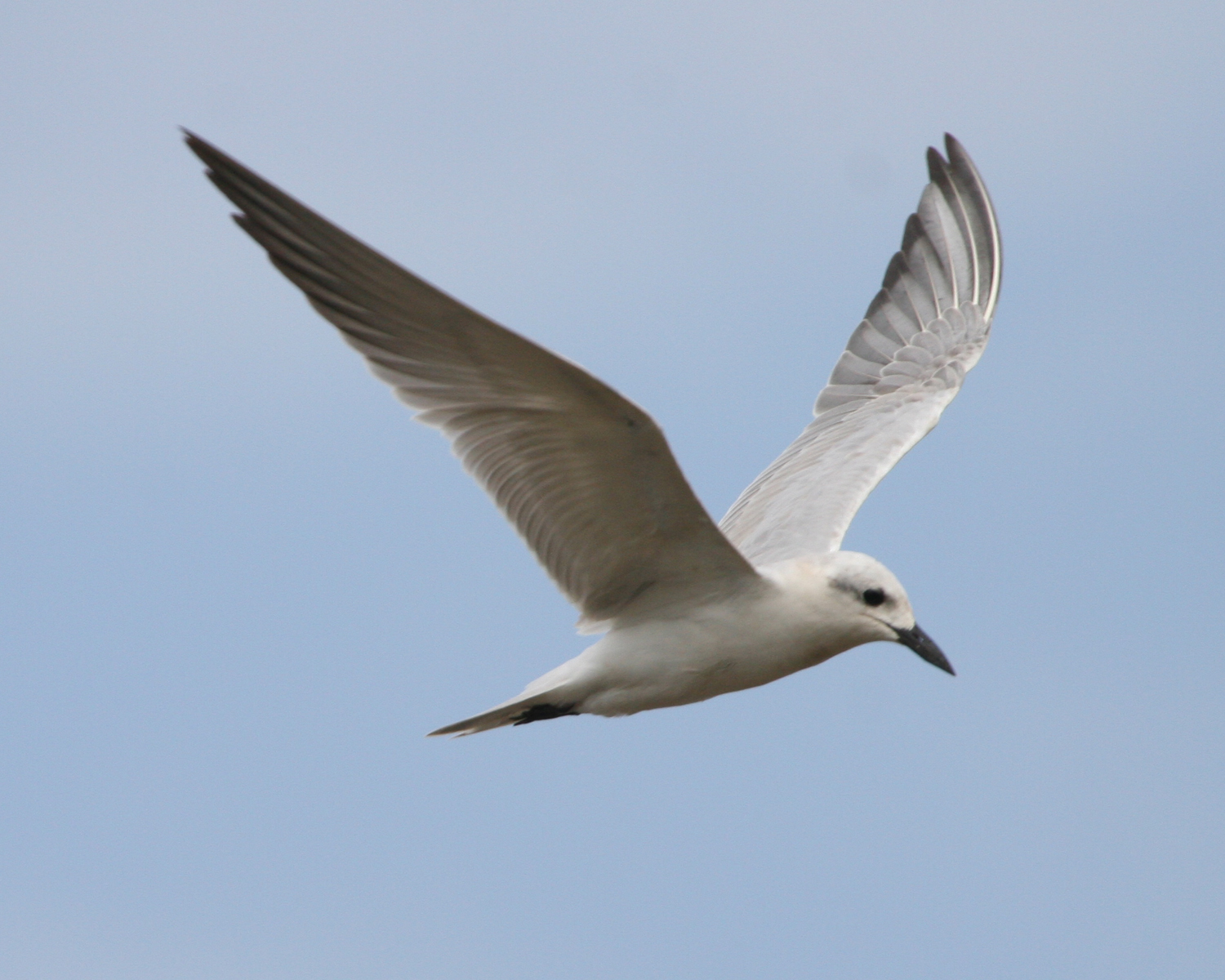
Adult i vinterdräkt, Bombay, Indien.
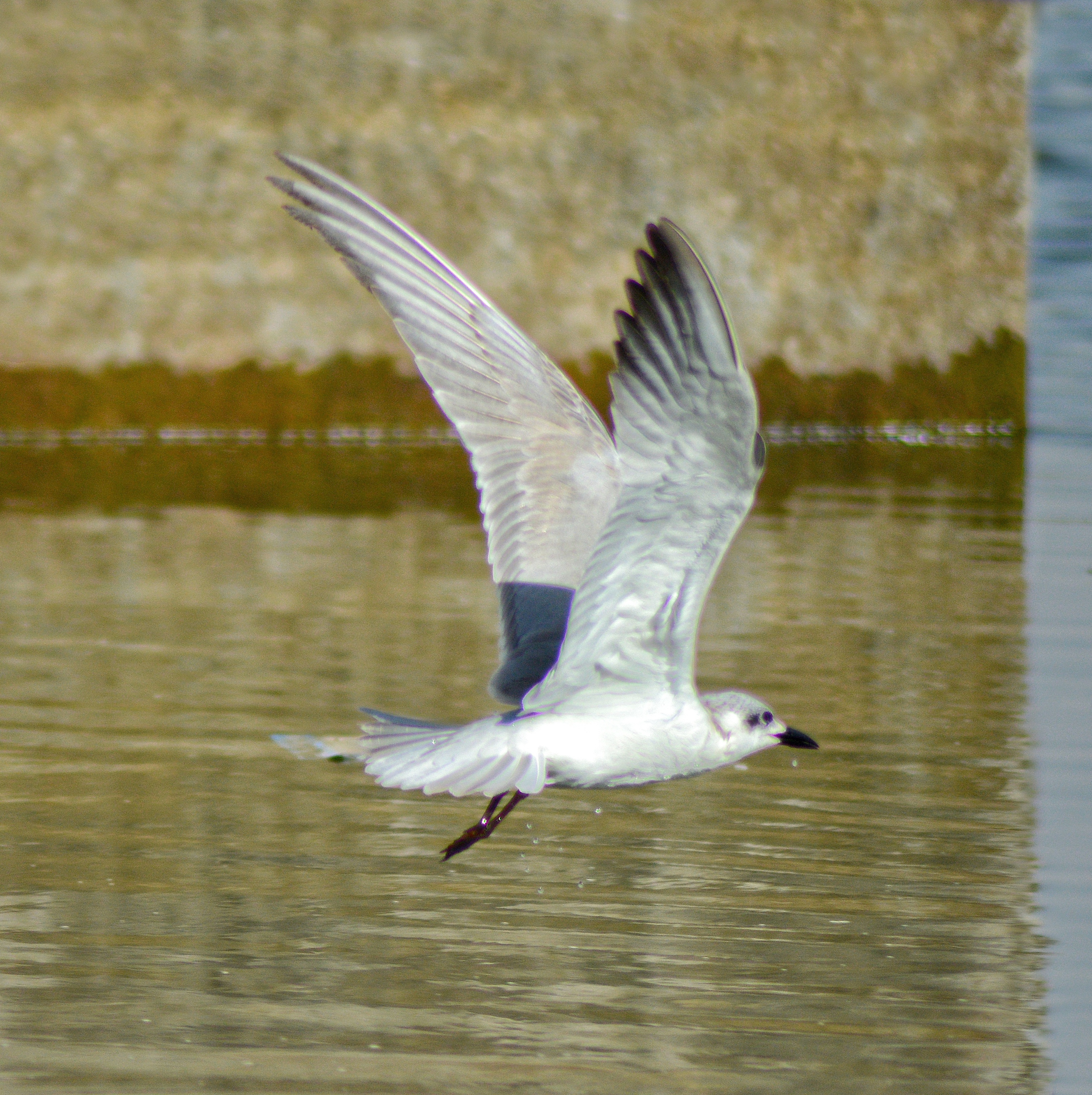
Juvenil/första vinter, Indien.

## Utbredning och systematik
Sandtärnan häckar i de varmare delarna av södra Europa (det finns även en mycket isolerad population som häckar i norra Tyskland och Danmark), i de tempererade delarna av östra Asien, utmed både väst- och östkusten i Nordamerika samt i östra Sydamerika. I Sverige är den en sällsynt gäst men i stort sett årlig gäst med fynd av sammanlagt över 100 individer.

### Underarter

Sandtärnans världsutbredning, där orange betecknar utgör häckningstid, blått övervintringsområde och lila förekomst året runt.

Sandtärnan delas vanligen upp i sex underarter med följande utbredning:
- vanlig sandtärna[5] Gelochelidon nilotica nilotica – häckar i Europa och Nordafrika österut genom Mellanöstern och sydcentrala Asien till västra Kina och Thailand; övervintrar i Afrika och södra Asien
- Gelochelidon nilotica affinis – häckar i Japan samt södra och östra Kina genom Sydostasien till Filippinerna, Sumatra, Sulawesi och Borneo; övervintrar söderut till Australien
- Gelochelidon nilotica aranea – häckar från östra och södra USA till Stora Antillerna; övervintrar från Centralamerika till Brasilien och Peru
- Gelochelidon nilotica vanrossemi – häckar från södra Kalifornien till nordvästra Mexiko; övervintrar så långt söderut som Ecuador
- Gelochelidon nilotica gronvoldi – förekommer från Franska Guyana till nordöstra Argentina

Alla underarter genomför någon form av förflyttning efter häckningen men det är de nordligaste populationerna som flyttar längst och övervintrar i Afrika, Karibien och norra Sydamerika, södra Asien och Nya Zeeland.
Australisk sandtärna (G. macrotarsa) behandlades tidigare som en underart till sandtärnan, men urskiljs allt oftare som egen art.

### Släktestillhörighet
Sandtärnan placerades tidigare liksom de flesta andra tärnor i släktet Sterna. Efter genetiska studier lyfts den dock ut till släktet Gelochelidon.

## Ekologi

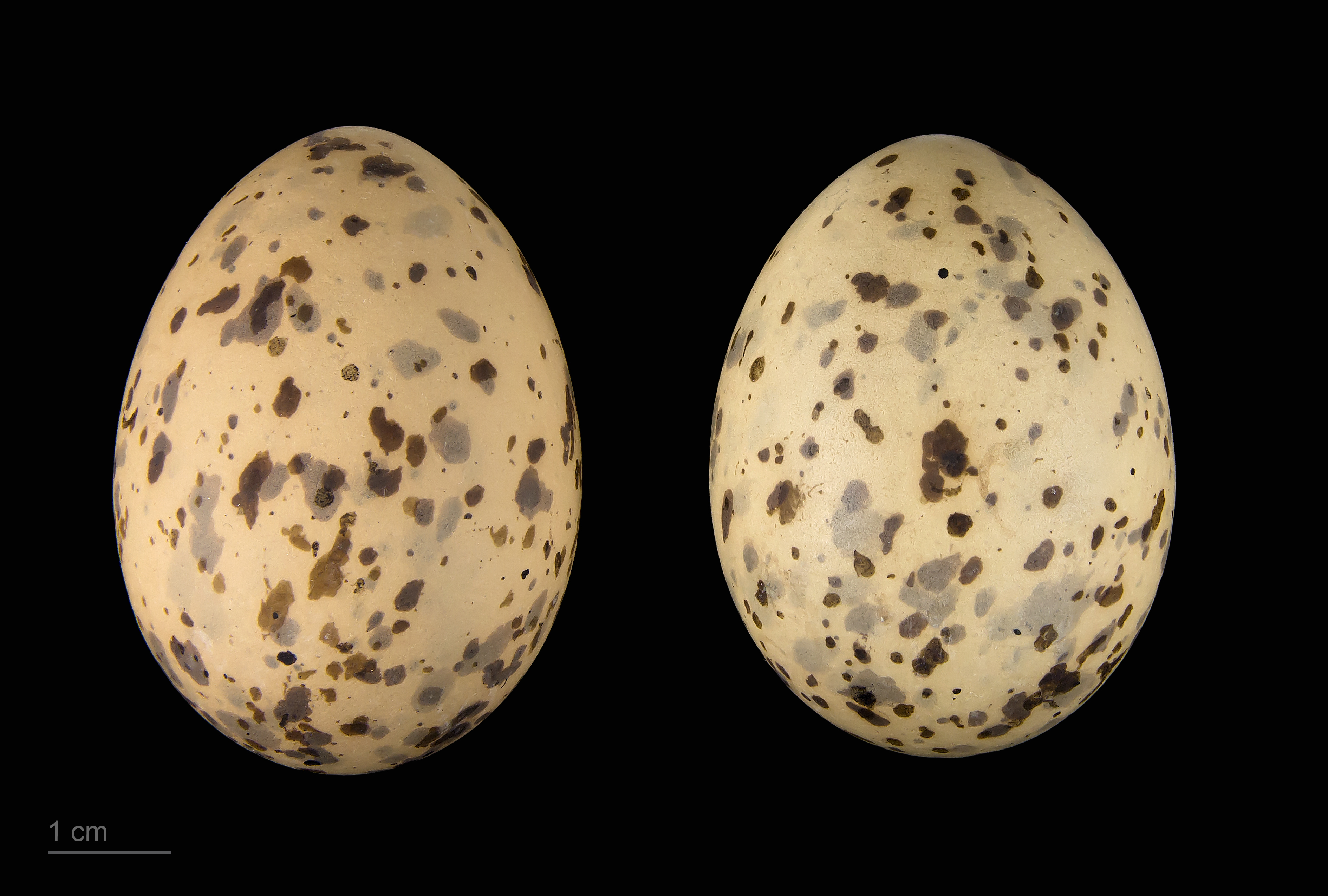
Sandtärnans ägg.

Arten häckar i kolonier vid sjöar, våtmarker och utmed kusten. Boet placeras direkt på marken och består av en uppskrapad grop där den i genomsnitt lägger två ägg. Den störtdyker vanligtvis inte efter fisk utan födosöker efter insekter som den fångar i flykten, men jagar också över fuktiga ängar efter grodor och mindre däggdjur, som möss och sorkar.

## Status och hot
Sandtärnan har ett mycket stort utbredningsområde, men minskar i antal, dock inte tillräckligt kraftigt för att betraktas som hotad. Internationella naturvårdsunionen IUCN kategoriserar den som livskraftig. IUCN urskiljer dock australisk sandtärna som egen art och bedömer därför dess hotstatus separat, även den som livskraftig. Världspopulationen för båda arter tillsammans uppskattas till mellan 150 000 och 420 000 individer. I Europa tros det häcka 16 600–21 200 par.

## Namn
Sandtärnans vetenskapliga artnamn nilotica betyder "tillhörande Nilen".